# Oakhurst (Nova Jersey)
Oakhurst és una concentració de població designada pel cens dels Estats Units a l'estat de Nova Jersey. Segons el cens del 2000 tenia 4.152 habitants.

## Demografia
Segons el cens del 2000, Oakhurst tenia 4.152 habitants, 1.397 habitatges, i 1.176 famílies. La densitat de població era de 989,6 habitants/km².
Dels 1.397 habitatges en un 42,8% hi vivien nens de menys de 18 anys, en un 73% hi vivien parelles casades, en un 8,9% dones solteres, i en un 15,8% no eren unitats familiars. En el 13,8% dels habitatges hi vivien persones soles el 6,4% de les quals corresponia a persones de 65 anys o més que vivien soles. El nombre mitjà de persones vivint en cada habitatge era de 2,97 i el nombre mitjà de persones que vivien en cada família era de 3,28.
Per edats la població es repartia de la següent manera: un 28,3% tenia menys de 18 anys, un 5,9% entre 18 i 24, un 27,7% entre 25 i 44, un 27,1% de 45 a 60 i un 11,1% 65 anys o més.
L'edat mediana era de 38 anys. Per cada 100 dones de 18 o més anys hi havia 94,6 homes.
La renda mediana per habitatge era de 75.026 $ i la renda mediana per família de 78.206 $. Els homes tenien una renda mediana de 56.756 $ mentre que les dones 41.429 $. La renda per capita de la població era de 27.235 $. Aproximadament el 2,7% de les famílies i el 2,4% de la població estaven per davall del llindar de pobresa.

## Poblacions més properes
El següent diagrama mostra les poblacions més properes.